# Ivan Bartoš

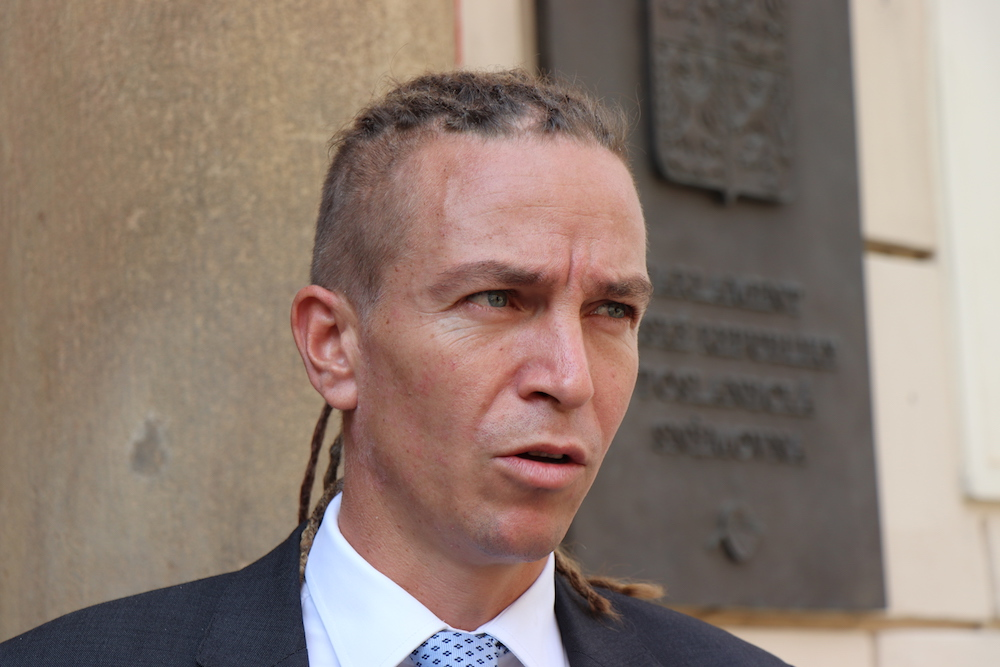
Ivan Bartoš, September 2018

Ivan Bartoš (* 20. März 1980 in Jablonec nad Nisou) ist ein tschechischer Politiker und war 15 Jahre lang Vorsitzender der Česká pirátská strana (Piráti). Er ist Mitglied des Abgeordnetenhauses der Tschechischen Republik seit der Wahl in 2017. Vom 17. Dezember 2021 bis Ende September 2024 war er Minister für regionale Entwicklung und Digitalisierung der Tschechischen Republik.

## Leben
Bartoš lebt seit 1999 in Prag, wo er am Institut für Bibliotheks- und Informationswesen der Karls-Universität Prag 2005 sein Informatikstudium mit Promotion zum Dr. phil. abschloss.

## Politik
Bartoš kandidierte im Mai 2014 als Spitzenkandidat der Parteiliste bei der Europawahl. Die Partei erzielte aber nicht die erforderliche Anzahl an Wählerstimmen. Zwei Wochen nach der Wahl trat er von seinem Amt als Parteivorsitzender zurück. In seinem Amt vertrat ihn interimsmäßig seine Stellvertreterin Jana Michailidu. 2016 wurde Bartoš erneut Parteivorsitzender.
Seit der Abgeordnetenhauswahl in 2017 ist er einer von 22 Abgeordneten der Piratenpartei im Abgeordnetenhaus.
Nach der Abgeordnetenhauswahl in Tschechien 2021 wurde Bartoš im November 2021 für den Posten des Ministers für Digitalisierung und regionale Entwicklung in der Regierung Petr Fiala vorgeschlagen. Am 17. Dezember 2021 wurde er als Minister vereidigt. Ministerpräsident Petr Fiala kündigte am 24. September 2024 die Abberufung Bartošs von seinem Ministerposten für den 30. September 2024 aufgrund von Verzögerungen bei der Digitalisierung des Baumanagements an. Kurz darauf trat Bartoš auch vom Amt des Parteivorsitzenden zurück.